# Radical 29
Le radical 29 (又), qui signifie la main droite, est un des 23 des 214 radicaux chinois répertoriés dans le dictionnaire de Kangxi composés de deux traits.
Le caractère Unicode de 又 est 53C8.

## Caractères avec le radical 29
| nombre de traits          | caractères     |
| ------------------------- | -------------- |
| Sans trait supplémentaire | 又             |
| 1 traits supplémentaires  | 叉             |
| 2 traits supplémentaires  | 及 友 双 反 収 |
| 3 traits supplémentaires  | 叏 叐          |
| 4 traits supplémentaires  | 发 叒          |
| 5 traits supplémentaires  | 叓             |
| 6 traits supplémentaires  | 叔 叕 取 受 变 |
| 7 traits supplémentaires  | 叙 叚 叛 叜 叝 |
| 8 traits supplémentaires  | 叞 叟          |
| 11 traits supplémentaires | 叠             |
| 14 traits supplémentaires | 叡             |
| 16 traits supplémentaires | 叢             |